# تپه دکل حسنلو۲
تپه دکل حسنلو۲ مربوط به سدهٔ ۸–۶ ه.ق است و در شهرستان نقده، بخش محمدیار، دهستان حسنلو، روستای حسنلو واقع شده و این اثر در تاریخ ۷ خرداد ۱۳۸۷ با شمارهٔ ثبت ۲۲۸۹۰ به‌عنوان یکی از آثار ملی ایران به ثبت رسیده است.